# NGC 256
NGC 256 ist ein offener Sternhaufen im Sternbild Tukan in der Kleinen Magellanschen Wolke.
Der offene Sternhaufen NGC 256 wurde am 11. April 1834 von dem britischen Astronomen John Frederick William Herschel entdeckt.